# Antonín Stamic
Antonín Stamic, celým jménem Antonín Tadeáš Jan Nepomuk Stamic (narozen v Německém Brodu, zde pokřtěn 27. listopadu 1750 – zemřel pravděpodobně v Paříži či ve Versailles před rokem 1809) byl český houslista, violista a hudební skladatel.

## Život
Narodil se v Německém Brodu jako syn houslisty a skladatele Jana Václava Stamice. Jeho otec Jan Antonín Stamic s manželkou, synem Karlem a dcerou Marií ze svého bydliště v Mannheimu přijeli do Německého Brodu na konci roku 1749 u příležitosti obřadu uvedení Janova bratra Antonína Tadeáše do úřadu děkana. Zde se během návštěvy 27. listopadu 1750 narodil syn Antonín Tadeáš Jan Nepomuk.
Hudbě jej učil zprvu otec spolu s jeho bratrem Karlem. Po smrti otce v roce 1757 jejich výuku převzal skladatel a kapelník Mannheimského dvorního orchestru Johann Christian Cannabich. V roce 1764 se stal Antonín Stamic druhým houslistou tohoto orchestru.
Po roce 1770 koncertoval s bratrem v Paříži a postupně se prezentoval také jako skladatel. V květnu 1777 byla v Concert Spirituel uvedena jeho Symfonie pro hoboj a fagot a v následujícím roce jeho violové koncerty.  V letech 1782–1789 působil jako houslista v královské kapli zámku ve Versailles.
Byl rovněž výborným pedagogem a k jeho žákům patřili mj. Rodolphe Kreutzer či Bedřich Vilém Pixis.
Od roku 1789 údajně trpěl psychickou nemocí a o jeho dalším životě není nic známo. Poslední zmínka je z roku 1796, kdy uspořádal benefiční koncert pro své přátele.
Antonín Tadeáš Jan Nepomuk Stamic zemřel mezi lety 1796-1809. Datum jeho úmrtí se odvozuje z dochovaných dopisů, které v roce 1809 psala jeho vdova a v nichž se zmiňuje o penzi, která jí byla po smrti manžela přidělena. 

## Dílo
Jeho dílo zahrnuje na 12 symfonií, 50 smyčcových kvartetů, 20 houslových koncertů, 4 koncerty pro klavír, flétnu aj.
V literatuře jsou značné rozpory v životopisech a vzájemných vztazích jednotlivých členů rozvětvené rodiny Stamiců. Z toho vyplývají i nepřesnosti při identifikaci skladeb.